# Phyllopodopsyllus gertrudi
Phyllopodopsyllus gertrudi är en kräftdjursart som beskrevs av Kunz 1984. Phyllopodopsyllus gertrudi ingår i släktet Phyllopodopsyllus och familjen Tetragonicipitidae. Inga underarter finns listade i Catalogue of Life.